# Área metropolitana de Kalamazoo-Portage
El área metropolitana de Kalamazoo-Portage o Área Estadística Metropolitana de Kalamazoo-Portage, MI MSA como la denomina oficialmente la Oficina de Administración y Presupuesto, es un Área Estadística Metropolitana centrada en la ciudad de Kalamazoo, en el estado estadounidense de Míchigan. El área metropolitana tiene una población de 326.589 habitantes según el Censo de 2010, convirtiéndola en la 148.º área metropolitana más poblada de los Estados Unidos.

## Composición
Los 2 condados que componen el área metropolitana y su población según los resultados del censo 2010:
- Kalamazoo– 250.331 habitantes
- Van Buren– 76.258 habitantes

## Principales comunidades del área metropolitana
Ciudades con más de 25.000 habitantes
- Kalamazoo
- Portage

Comunidades con 5.000 a 25.000 habitantes
- South Haven

Comunidades con 500 a 5.000 habitantes
- Augusta
- Bangor
- Bloomingdale
- Climax
- Decatur
- Galesburg
- Gobles
- Hartford
- Lawrence
- Lawton
- Mattawan
- Parchment
- Paw Paw
- Richland
- Schoolcraft
- Vicksburg

Ciudades con menos de 500 habitantes
- Breedsville

Lugares designados por el censo
- Comstock Northwest
- Eastwood
- Greater Galesburg
- South Gull Lake
- Westwood